# Paradise (Kentucky)

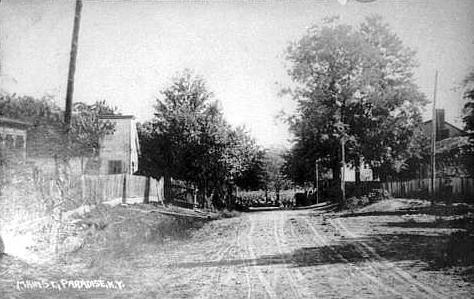
Hoofdstraat in Paradise (1898).

Paradise (vroeger: Stom's Landing) was een kleine stad in de Amerikaanse staat Kentucky, en viel bestuurlijk gezien onder Muhlenberg County. De stad lag in de buurt van Greenville. Het was ooit een handelspost langs de Green River. Het stadje werd grotendeels in de twintigste eeuw afgebroken om plaats te maken voor een openluchtmijn. De rest werd in 1967 opgekocht en afgebroken door de Tennessee Valley Authority, vanwege de gezondheidsproblemen die de nabijgelegen op kolengestookte elektrische centrale Paradise Fossil Plant in Paradise veroorzaakte.

## Geografie
Paradise is gelegen aan de oostelijke rand van Muhlenberg County, langs de Green River. Kentucky Route 176 is de enige grote verkeersader in het gebied, die in het westen naar de steden Drakesboro en Greenville leidt. Vóór het begin van de jaren zestig ging de Kentucky Route 176 ook oostwaarts over de Green River naar Ohio County om het gebied te verbinden met Rockport.

## Geschiedenis
Paradise is ontstaan in het begin van de negentiende eeuw, toen het bekend stond als Stom's Landing. De naam verwijst naar Leonard Stom, die er een veerverbinding op de Green River had. De oorsprong van de definitieve naam Paradise is niet bekend. Er wordt verondersteld dat de naam beschrijvend was voor de kolonisten, die de omgeving als een paradijs beschouwden. Paradise heeft talloze overstromingen van de Green River gehad, desondanks bleef de plaats bewoond.
In 1959 bouwde de TVA een kolencentrale op het voormalige terrein van Paradise. De kolencentrales blijven controversieel en met name de Paradise-vergunningen zijn door milieuactivisten bekritiseerd vanwege het niet naleven van de Clean Air Act. Sinds de bouw van nieuwe scrubbers op eenheid 3 in Paradise, is de luchtvervuiling van de fabriek van de enorme eenheid de afgelopen jaren dramatisch gedaald; dit heeft op zijn beurt geleid tot een dramatische daling van de toxische luchtvervuiling van de fabriek in het algemeen.
Een lied over Paradise, genaamd "Paradise", werd geschreven en gezongen door John Prine. 